# Луїс Енріке Нсуе
'Луїс Енріке Нсуе Нтугу Акеле (ісп. Luis Enrique Nsue Ntugu Akele; нар. 16 січня 1998, Ебебіїн, Екваторіальна Гвінея) — гвінейський футболіст, центральний захисник клубу «Кано Спорт» та національної збірної Екваторіальної Гвінеї.

## Клубна кар'єра
Народився в місті Ебебіїн. Вихованець гвінейського «Кано Спорт». У складі вище вказаного клубу дебютував у дорослому футболі. У 2017 році вирішив спробувати свої сили за кордоном. Переїхав до Іспанії. де захищав кольори нижчолігового клубу «Атлетіко Пуертоллано». У 2018 році повернувся до «Кано Спорт». У 2019 році знову виїздить до Іспанії, цього разу виступає в «Араваці». З 2020 року знову захищає кольори «Кано Спорт».

## Кар'єра в збірній
Виступав за олімпійську збірну Екваторіальної Гвінеї в кваліфікації молодіжного (U-23) кубку африканських націй 2019 року. У футболці національної збірної Екваторіальної Гвінеї дебютував 28 травня 2018 року в програному (0:1) виїзному товариському поєдинку проти Кенії.